# Cmentarz wojenny nr 366 – Limanowa
Cmentarz wojenny nr 366 – Limanowa – cmentarz wojenny z okresu I wojny światowej znajdujący się w mieście Limanowa, w powiecie limanowskim, w województwie małopolskim. Należy do okręgu X (Limanowa) Oddziału Grobów Wojennych C. i K. Komendantury Wojskowej w Krakowie. Jest jednym z 400 cmentarzy tego oddziału, z tego w okręgu limanowskim jest ich 36.

## Położenie
Jest to kwatera w centrum cmentarza parafialnego w Limanowej, znajdującego się pomiędzy ul. Szwedzką i ul. Kazimierza Łazarskiego.

## Historia
Pochowano na nim żołnierzy obydwu walczących tutaj armii: rosyjskiej i austro-węgierskiej, którzy zginęli w tym rejonie w miesiącach październik – grudzień 1914 w czasie bitwy pod Limanową. Zakończyła się ona zwycięstwem wojsk austriackich, które zahamowały rosyjską ofensywę w kierunku Krakowa i Śląska. Podobnie, jak inne cmentarze w Galicji z okresu I wojny, wykonano go jeszcze w czasie trwania wojny. Przystąpiono do tego w 1915, niezwłocznie po tym, jak w wyniku zwycięskiej dla Austriaków bitwy pod Gorlicami wyparto wojska rosyjskie dalej na wschód
Pochowano na nim 28 żołnierzy austro-węgierskich i 8 rosyjskich w 18 grobach pojedynczych i 4 zbiorowych. Ponadto złożono tutaj prochy 5 żołnierzy Legionów Polskich przeniesionych ze zlikwidowanego cmentarza wojennego nr 367 w Mordarce.

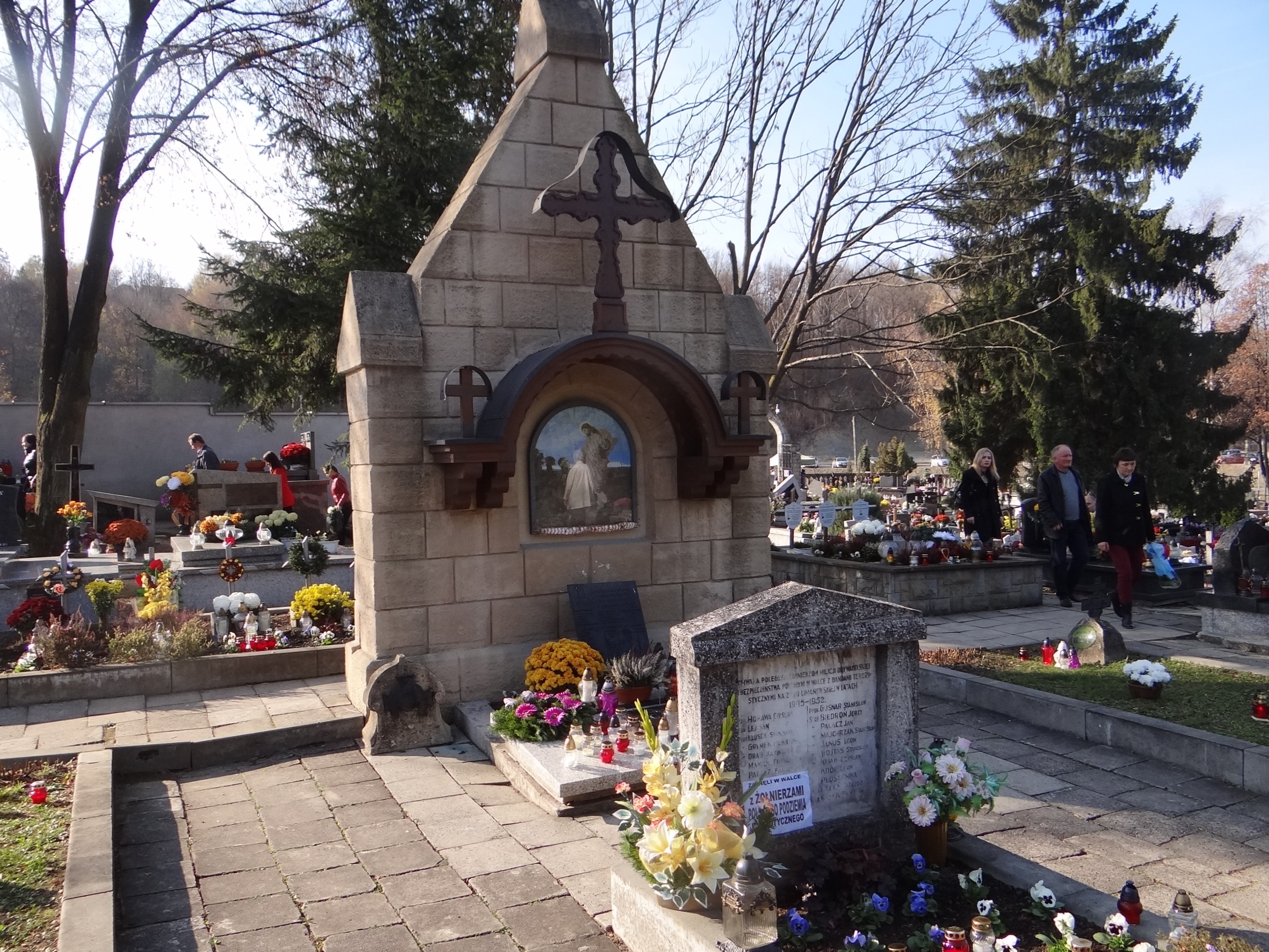
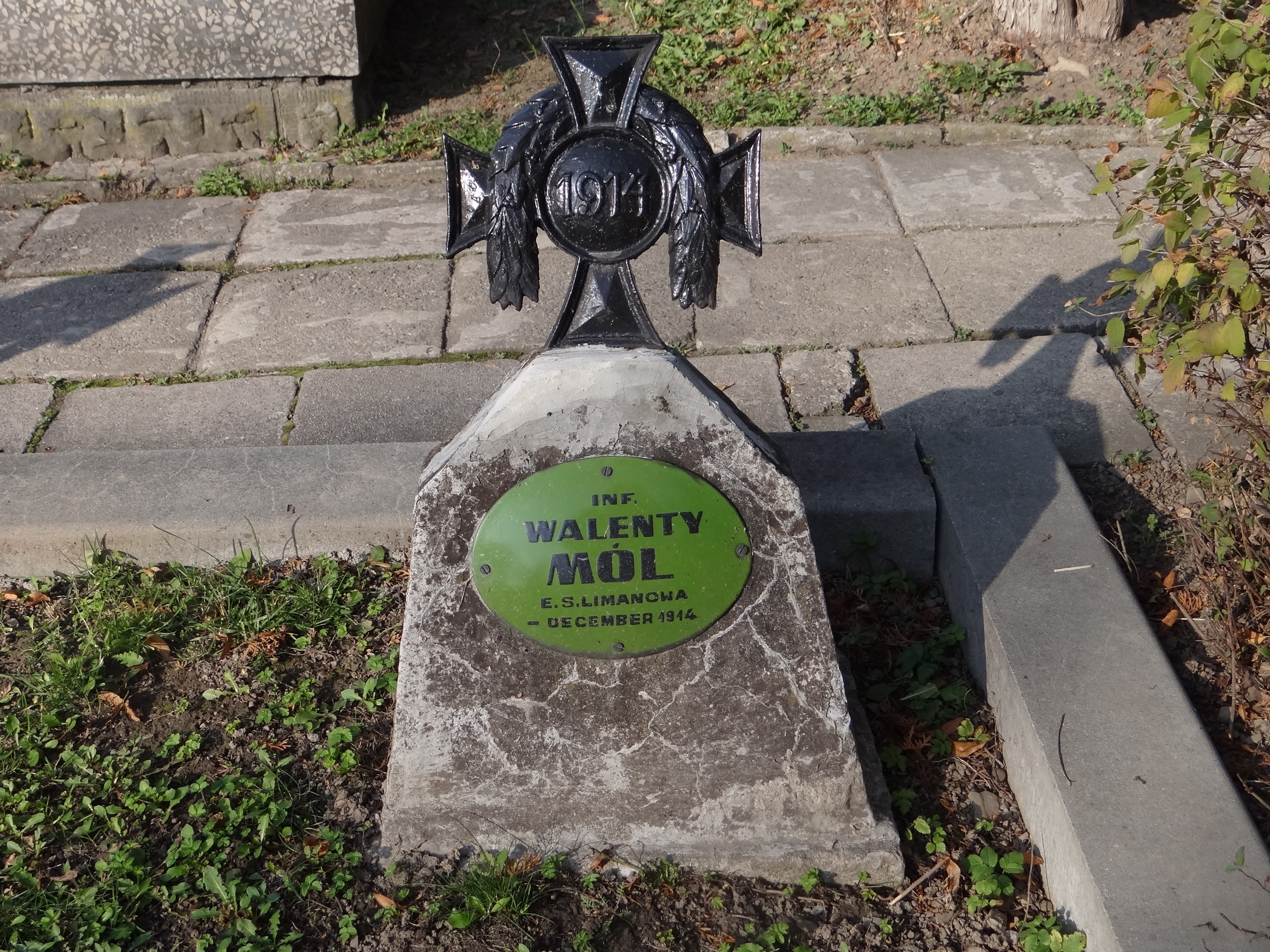
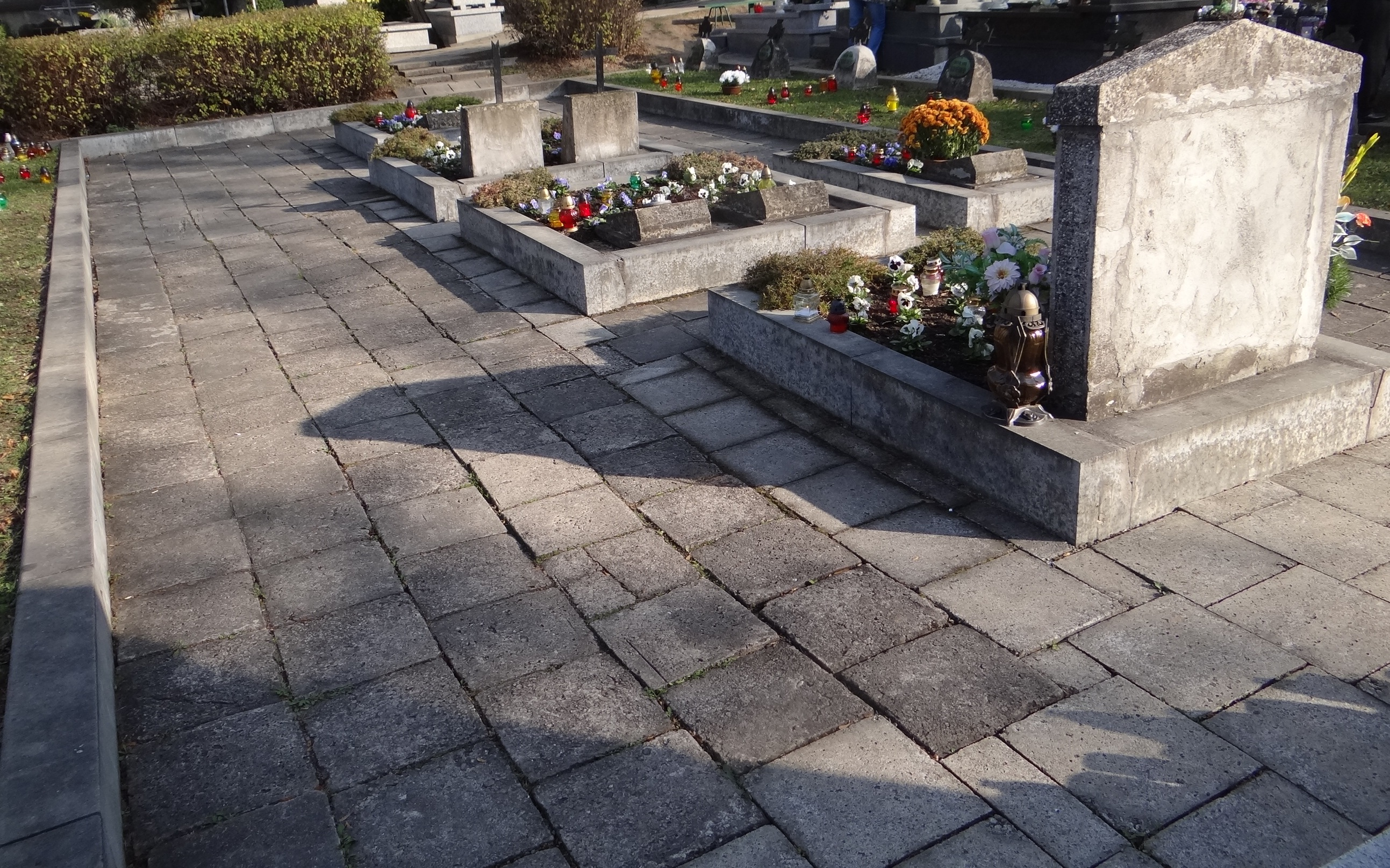

## Opis cmentarza
Projektantem cmentarza był Gustaw Ludwig. Cmentarz wykonany jest na planie prostokąta. Głównym elementem ozdobnym jest murowany z kamienia pomnik z zamontowanymi na nim na ozdobnym łuku trzema stylizowanymi krzyżami i obrazem. Pomnik znajduje się na południowym końcu kwatery, która podzielona jest na 3 równoległe części. W części środkowej znajduje się 5 nagrobków, po bokach zbiorowe mogiły na których zamontowano niskie żeliwne krzyże na betonowych cokołach. Są 2 rodzaje krzyży; jednoramienne austriackie i dwuramienne rosyjskie.
W latach późniejszych na kwaterze tego cmentarza umieszczono również nagrobki i tablice upamiętniające innych żołnierzy i poległych. W dolnej części pomnika zamontowano po II wojnie światowej pamiątkową tablicę z nazwiskami żołnierzy AK i zakładników zamordowanych w latach 1942-44. W środkowej części cmentarza znajduje się nagrobek legionistów. Za pomnikiem głównym znajdują trzy groby żołnierzy Batalionów Chłopskich, ofiar zbrodni komunistycznej. Był też nagrobek milicjantów i żołnierzy służb bezpieczeństwa, którzy zginęli po II wojnie światowej w walce z żołnierzami polskiego podziemia patriotycznego.
Cmentarz był odnawiany i jest w dobrym stanie.